# Zagadkoboty – Zagadkujmy!
Zagadkoboty – Zagadkujmy! (ang. Spot Bots – Zoople Time!) – brytyjski serial animowany w Polsce emitowany na kanale CBeebies. Wersja polska pozostała taka sama jak w oryginalnym serialu Zagadkoboty.

## Fabuła
Program pełen gier i zagadek, dzięki którym dzieci rozwijają uwagę, spostrzegawczość oraz umiejętności poznawcze. Każdy może wziąć udział w zabawie!

## Obsada
- Natalie Casey – Tangram[2]
- Bert Davis – Cubi[2]
- Phoebe Jones – Lexi[2]
- Haruka Kuroda – Ups[2], Sekretny Detektyw[3]
- Lauren Alexandra – Daisy[2]
- Ben Faulks – Pomaploo[4], Rock[5]
- Richard Franklin – Looba[6]
- Callum Donnelly – Bee[6]
- Les Bubb – Cosmo[7]
- Cat Bellamy – Bubbles[5]
- Robin Hatcher – Bop[8]

## Wersja polska
W wersji polskiej wystąpili:
- Małgorzata Musiała – Zagadka
- Patrycja Teterycz – Lexi
- Artur Blanik – Cubi

Realizacja dźwięku: Karolina Kinder
Kierownictwo produkcji: Paweł Żwan
Opracowanie wersji polskiej: Studio Tercja Gdańsk dla Hippeis Media International
Lektor tyłówki: Jacek Labijak